# Vladimír Gerič
Vladimír Gerič (* 29. března 1957) je bývalý slovenský fotbalista.

## Fotbalová kariéra
V československé lize hrál za Spartak Trnava. Nastoupil ve 45 ligových utkáních a dal 5 gólů. Ve druhé nejvyšší soutěži hrál za Slovenský hodváb Senica, nastoupil ve 130 utkáních a dal 13 gólů.

## Ligová bilance
| Ročník                                      | Zápasy | Góly | Klub                    |
| ------------------------------------------- | ------ | ---- | ----------------------- |
| 1. československá fotbalová liga 1978/79    | 17     | 1    | Spartak Trnava          |
| 1. československá fotbalová liga 1979/80    | 20     | 3    | Spartak Trnava          |
| 1. československá fotbalová liga 1980/81    | 8      | 1    | Spartak Trnava          |
| 1. slovenská národní fotbalová liga 1981/82 | 12     | 0    | Slovenský hodváb Senica |
| 1. slovenská národní fotbalová liga 1982/83 | 18     | 0    | Slovenský hodváb Senica |
| 1. slovenská národní fotbalová liga 1983/84 | 28     | 0    | Slovenský hodváb Senica |
| 1. slovenská národní fotbalová liga 1984/85 | 24     | 4    | Slovenský hodváb Senica |
| 1. slovenská národní fotbalová liga 1985/86 | 27     | 5    | Slovenský hodváb Senica |
| 1. slovenská národní fotbalová liga 1986/87 | 21     | 4    | Slovenský hodváb Senica |
| CELKEM 1. liga                              | 45     | 5    |                         |